# Polský institut v Paříži
Polský institut v Paříži (francouzsky Institut polonais de Paris, polsky Instytut Polski w Paryżu) je kulturní centrum v Paříži, jehož posláním je prezentovat kulturu Polska v Paříži, potažmo ve Francii a podporovat kulturní výměnu mezi oběma zeměmi. Nachází se na adrese Rue Jean-Goujon č. 31 v 8. obvodu. Je členem Fóra zahraničních kulturních institutů v Paříži.

## Činnost
Institut založený v roce 1979 polským ministerstvem zahraničních věcí má za úkol šířit polskou kulturu, vědu a umění ve Francii a prohlubovat kulturní, vědeckou a technickou spolupráci mezi Polskem a Francií. V tomto směru spolupracuje s Polským filmovým institutem (Polski Instytut Sztuki Filmowej), Knižním institutem (Instytut Książki), Divadelním institutem (Instytut Teatralny im. Zbigniewa Raszewskiego), Národním institutem Frederika Chopina (Narodowy Instytut Fryderyka Chopina) a Institutem Adama Mickiewicze (Instytut Adama Mickiewicza).